# لوسيت مكتظ الأزهار
لوسيت مكتظ الأزهار (الاسم العلمي: Lecythis confertiflora) هو نوع من النباتات يتبع جنس اللوسيت من الفصيلة اللوسيتية. تم وصف هذا النوع من النبات علمياً لأول مرة من قبل ألبرت تشارلز سميث وسكوت أ. موري سنة 1987.